# Узген
Узген (на киргизки: Өзгөн) е град в Ошка област, Киргизстан. Администартивен център е на Узгенски район. Градът е разположен в източния край на Ферганската долина, на мястото където река Карадаря навлиза в долината. Населението му е 58 800 души (по приблизителна оценка за 2018 г.).
В миналото Узген е една от столиците на династията на Караханиди.